# Jonas Knudsen
Jonas Hjort Knudsen, né le 16 septembre 1992 à Esbjerg au Danemark, est un footballeur international  danois qui évolue au poste de défenseur à Malmö FF. Il est connu pour ses remises en jeu.

## Biographie

### En club
Né à Esbjerg au Danemark, Jonas Knudsen est formé par le club local du Esbjerg fB, où il commence sa carrière professionnelle.
Avec l'équipe d'Esbjerg, il dispute onze matchs en Ligue Europa.
Le 31 juillet 2015, il rejoint le club anglais d'Ipswich Town.
Le 20 juin 2019, Jonas Knudsen rejoint librement le club suédois du Malmö FF, avec lequel il s'engage jusqu'en 2023.
Knudsen marque son premier but pour Malmö le 1er mars 2020, lors d'une rencontre de coupe de Suède face au FK Karlskrona (en). Titulaire, il participe à la victoire de son équipe par deux buts à un.

### En équipe nationale
Il participe avec la sélection espoirs à l'Euro Espoirs 2015 organisé en République tchèque. Lors de la compétition, il joue trois matchs : contre le pays organiseur, puis contre l'Allemagne, et enfin contre la Suède en demi-finale.
Il reçoit sa première sélection en équipe du Danemark le 28 mai 2014, contre la Suède. Retenu ensuite par le sélectionneur Åge Hareide afin de participer à la Coupe du monde 2018 organisée en Russie, il ne joue qu'un seul match lors de ce tournoi, contre la Croatie.

## Palmarès
- Esbjerg fB
  - Champion du Danemark de D2 en 2012
  - Vainqueur de la Coupe du Danemark en 2013
- Malmö FF
  - Champion de Suède en 2020 et 2021